# El barón de Lavos
El barón de Lavos (en portugués O barão de Lavos) es una novela del escritor portugués Abel Botelho, publicada en 1891 por la librería Chaudron, con una segunda edición revisada en 1898 y una tercera en 1908. Es el primer volumen de la serie Patología Social. En España fue publicada en 1907 por la Librería de Pueyo, con traducción de Felipe Trigo. En 2015 se ha realizado una nueva edición en castellano, esta vez con traducción y prólogo de Carlos Sanrune, por la editorial Amistades Particulares.

## Argumento
Sebastião, el barón de Lavos, seduce una noche a Eugénio, un pilluelo de dieciséis años, que sobrevive como puede en las calles de Lisboa. Lo instala en una casa de su propiedad y se enamora del joven.
Cuando Eugénio es consciente de su poder sobre el barón, empieza a explotarlo económicamente. El barón, cada vez más enamorado, introduce al joven en su círculo social y familiar. La proximidad con Elvira, la joven esposa de Sebastião, hace que nazca entre los dos jóvenes la atracción, por lo que ambos terminan por convertirse en amantes. Cuando el barón los descubre, comienza su caída vertiginosa y acabará arruinado y asesinado en la calle por un grupo de jóvenes.

## Recepción y análisis
Es considerado el primer libro que trata de tema de la homosexualidad en Portugal y, también, uno de los primeros que lo hace en toda la historia de la literatura contemporánea. Llama en ella la atención lo explícita que resultan sus descripciones de tipo sexual, en una época en que en otras latitudes las relaciones entre hombres se describían de manera ambigua, sobre la base de insinuaciones. Por todo ello la novela tuvo un gran éxito de público y provocó gran escándalo, hasta el punto de que muchos periódicos se negaron a escribir reseñas sobre ella.
El libro presenta a homosexualidad del protagonista cómo una enfermedad, con causas como el origen ilegítimo de la familia y los males de la vida y sociedad lisboeta. El autor, utilizando al personaje del barón de Lavos, pretendió realizar un análisis de la decadente sociedad portuguesa de finales del siglo XIX, una sociedad atrasada donde abundaba la corrupción política y que vivía los últimos años de una monarquía y de un sistema al que estaba a punto de ponerse fin, en pocas décadas, con el advenimiento de la República.
Robert Howes, historiador de la literatura portuguesa, estableció un nexo entre la figura del barón de Lavos y un escándalo contemporáneo. El escándalo se refería a las «excentricidades» (como se llamó a las veleidades homosexuales) del segundo marqués de Valada., quien fue sorprendido una noche de agosto de 1881 con un soldado en la cama de una pensión del centro de Lisboa, lo que lo obligó a dimitir de sus cargos públicos.